# Friedrich Gottas
Friedrich Gottas (* 1. April 1940 in Krompachy, Slowakei; † 14. November 2020 in Salzburg) war ein österreichischer Historiker. Er lehrte von 1979 bis 2005 als Professor für Allgemeine Geschichte der Neuzeit an der Universität Salzburg. Er befasste sich insbesondere mit ost- und südosteuropäischer Geschichte.

## Leben und Wirken
Friedrich Gottas wurde als Sohn einer karpatendeutschen Familie in der slowakischen Region Zips (Spiš) geboren, sein Vater war evangelischer Pfarrer. Kurz vor Ende des Zweiten Weltkriegs floh die Familie 1945 aus Bratislava (Pressburg) nach Niederösterreich. 1958 legte Gottas in Wien die Reifeprüfung ab. Er studierte Geschichte, Germanistik sowie Russisch an der Universität Wien. Gottas wandte sich bereits früh der ost- und südosteuropäischen Geschichte zu. Im Jahre 1964 wurde er in Wien mit einer Studie über den Protestantismus in Ungarn in der neoabsolutistischen Phase und das Protestantenpatent für die Länder der ungarischen Krone von 1859 promoviert. 
Seit 1965 war er Universitätsassistent bei Fritz Fellner an der Universität Salzburg. 1972/73 erfolgte zur Erforschung der ungarischen Geschichte ein Studienaufenthalt in Budapest. 1977 habilitierte sich Gottas mit einer Schrift zur liberalen Tisza-Ära im Königreich Ungarn (1875–1890) und erhielt die Venia Docendi für Neuere Geschichte. Er wurde 1979 zum außerordentlichen Universitätsprofessor ernannt. Gottas lehrte ab 1979 an der Universität Salzburg bis zu seiner Emeritierung 2005 als Professor für Allgemeine Geschichte der Neuzeit mit besonderer Berücksichtigung des Bereiches Ost- und Südosteuropa.
Gottas war von 1986 bis 2000 Vorsitzender der Südostdeutschen Historischen Kommission in Tübingen und wurde 1987 ordentliches Mitglied des Herder-Forschungsrates. Einer seiner Forschungsschwerpunkte war die Geschichte des Protestantismus in der Habsburgermonarchie. Dabei rückten sozialgeschichtliche Fragestellungen zur Urbanisierung, Armenfürsorge, Vereinswesen in den Blickpunkt. Ein weiterer Schwerpunkt war die Geschichte der Deutschen in Südosteuropa. Für seine Forschungen erhielt Gottas den Förderungspreis des Theodor Körner-Stiftungsfonds zur Förderung von Wissenschaft und Kunst (1973), den Sandoz-Preis für besondere Leistungen auf dem Gebiet der Geisteswissenschaften (1976), den Anton Gindely-Preis für Geschichte der Donaumonarchie (1989). Zu seinen akademischen Schülern zählt Dietmar Neutatz.

## Schriften
- Ungarn im Zeitalter des Hochliberalismus. Studien zur Tisza-Ära (1875–1890) (= Studien zur Geschichte der Österreichisch-Ungarischen Monarchie. Bd. 16). Verlag der Österreichischen Akademie der Wissenschaften, Wien 1976, ISBN 3-7001-0166-X.
- Die Frage der Protestanten in Ungarn in der Ära des Neoabsolutismus. Das ungarische Protestantenpatent vom 1. September 1859 (= Buchreihe der Südostdeutschen Historischen Kommission. Bd. 14). Oldenbourg, München 1965.